# Columban von Iona

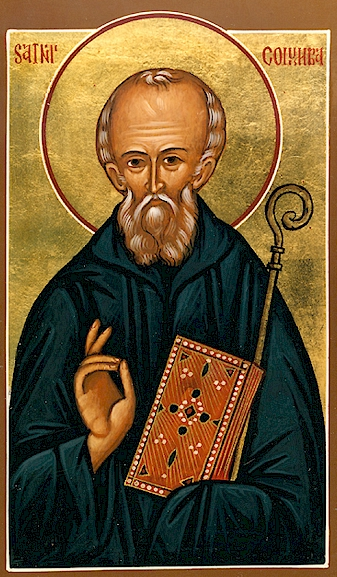
Russische Ikone mit Darstellung des hl. Columban

Columban von Iona (auch Kolumban, Columban von Hy, Columban der Ältere; irisch Colm Cille [ˈkɔl̪əm ˈcɪl̠ʲə], altirisch Colum Cille [ˈkɔl̪ʊm ˈcɪl̠ʲe], deutsch ‚Kirchentaube‘; * 521/522 in Gartan, Irland; † 9. Juni 597 auf Iona, Schottland) war ein irischer Mönch und Missionar. Er gilt als einer der „drei Patrone“ und der zwölf Apostel Irlands. Er ist nicht mit dem jüngeren Columban (Columban von Luxeuil) zu verwechseln.

## Leben
Columban wurde 521 oder 522 als Crimthann („Fuchs“) geboren. Er gehört zur Lineage der Cenél Conaill der nördlichen Uí Néill (O’Neill) im heutigen County Donegal, die zu seiner Zeit einige der irischen Hochkönige in Tara stellten.
In früher Jugend Schüler des Finnian von Clonard, wechselte er um 540 ins Kloster Glas Nóiden. Etwa um 546 gründete er das Kloster Daire Calcaich (Doire, Derry). Auch Durrow gilt als seine Gründung, und ca. 50 weitere kleinere Kirchen in Irland und Schottland nennen ihn als Gründer.
Columban löste den „Bücherkrieg“ aus, als er den hl. Finnian von Movilla in Drumm Finn besuchte und heimlich ein Buch aus dessen Bibliothek abschrieb. (Die umstrittene Evangelien-Kopie existiert angeblich noch heute – es soll das Buch Cathach (Krieger oder Kämpfer) sein, das in der Royal Irish Academy aufbewahrt wird.) Hochkönig Diarmait mac Cerbaill aus den Síl nÁedo Sláine in Tara urteilte: „Das Kalb gehört zur Kuh, die Kopie zum Buch.“ Columban verfluchte den König, was als eine Ursache für die Schlacht von Cúl Dreimhne 561 zwischen Columbans Sippe und dem Hochkönig angesehen wird. Nach der Schlacht wurde Columban vielleicht deshalb exkommuniziert; dies wurde jedoch durch die Synode von Tailtiu (Teltown) auf Fürsprache des Brendan von Birr wieder aufgehoben.
563 oder 565 begab er sich ins selbstgewählte Exil (peregrinatio) nach Alba (Schottland) und gründete mit zwölf Gefährten ein Kloster auf der Insel Iona. Von dort aus missionierte er bei den Pikten. (Eine besondere Episode dieser Missionsarbeit beschreibt der Hagiograph Colum Cilles, Adomnán mac Ronáin, im 27. Kapitel seiner Vita Columbae: Columbans befiehlt hier einem Wassertier im Fluss Ness, von einem seiner Gefolgsleute abzulassen. Diese Stelle gilt als erste Erwähnung des Ungeheuers von Loch Ness.) Er kehrte auch mehrmals nach Irland zurück. Beim Tod des Königs Conall I. von Dál Riata (Dalriada) griff er in die Erbfolge ein und machte Aidan mac Gabhran zum Nachfolger. 575 diente Columban als Vermittler beim Königstreffen von Druim Cett und verhinderte die Vertreibung der filid (Dichter) aus Irland. Im 9. und 10. Jahrhundert wurde es üblich, ihm lateinische und altirische Kirchenhymnen zuzuschreiben („Colum Cille cecinit“), um seine Autorität für sie in Anspruch zu nehmen. Sein allerdings erst in den späten Hagiographien überliefertes Engagement für die altirischen Dichter führte seit der Romantik (Ossian) dazu, dass er oft selbst als ausgebildeter fili (Dichter) vermutet wird, ohne dass konkrete Belege vorgewiesen werden können. Nach Adomnán stirbt er am Morgen des 9. Juni 597 in Iona.

## Gedenktag
- evangelisch: 9. Juni im Kalender der Evangelisch-Lutherischen Kirche in Amerika
- anglikanisch: 9. Juni[2]
- römisch-katholisch: 9. Juni